# Praia do Ribatejo
Praia do Ribatejo ist eine Gemeinde (Freguesia) im portugiesischen Kreis Vila Nova da Barquinha. In ihr leben 1448 Einwohner (Stand 19. April 2021).